# John Keller
John Frederick Keller (Page City, Kansas, 10 de noviembre de 1928-Great Bend, Kansas, 6 de octubre de 2000) fue un  jugador de baloncesto estadounidense. Con 1,91 metros de estatura, su puesto natural en la cancha era el de escolta. Fue campeón olímpico con Estados Unidos en los Juegos Olímpicos de Helsinki 1952 y ganador de la NCAA  con los Jayhawks de la Universidad de Kansas.